# Ferran Pol
Ferran Pol (ur. 28 lutego 1983) – andorski piłkarz grający na pozycji bramkarza w FC Andorra. Zagrał w jednym meczu eliminacji do Ligi Mistrzów 2013/2014 w barwach Lusitanos (9 lipca 2013 w przegranym 1:5 spotkaniu z EB/Streymur).